# 웹 플랫폼 인스톨러
웹 플랫폼 인스톨러(Web Platform Installer, Web PI)는 프리웨어의 클로즈드 소스 패키지 관리 시스템으로, 마이크로소프트 웹 플랫폼(Microsoft Web Platform)의 일부인 비상업용 개발 도구 및 의존성을 설치한다. 여기에는 다음을 포함한다:
- 인터넷 정보 서비스
- 웹매트릭스
- 비주얼 웹 디밸로퍼 익스프레스 에디션
- 마이크로소프트 SQL 서버 익스프레스 에디션
- 닷넷 프레임워크
- 마이크로소프트 비주얼 스튜디오용 마이크로소프트 실버라이트 도구
- PHP
- 워드프레스
- Umbraco
- 드루팔
- 줌라
- Orchard

## 같이 보기
- 솔루션 스택
- 윈도우 패키지 관리자